# Nagroda Zee Cine dla Najlepszego Aktora
Zee Cine Nagroda dla Najlepszego Aktora – ceniona w Indiach nagroda wybierana przez jury, jej zwycięzcy co roku są ogłaszani podczas ceremonii. Ostatnio wybory wspomagane są głosami publiczności przyznawanymi w internecie.
Shah Rukh Khan otrzymał największą liczbę nagród (4 na 9 od 1998).
Lista zwycięzców:
| Rok  | Aktor            | Film                  |
| ---- | ---------------- | --------------------- |
| 2006 | Amitabh Bachchan | Black                 |
| 2005 | Shah Rukh Khan   | Veer-Zaara            |
| 2004 | Hrithik Roshan   | Koi Mil Gaya          |
| 2003 | Shah Rukh Khan   | Devdas                |
| 2002 | Aamir Khan       | Lagaan                |
| 2001 | Hrithik Roshan   | Kaho Naa... Pyaar Hai |
| 2000 | Aamir Khan       | Sarfarosh             |
| 1999 | Shah Rukh Khan   | Coś się dzieje        |
| 1998 | Shah Rukh Khan   | Dil To Pagal Hai      |